# Ricarville-du-Val
Ricarville-du-Val é uma comuna francesa na região administrativa da Normandia, no departamento de Sena Marítimo. Estende-se por uma área de 5,62 km². Em 2010 a comuna tinha 181 habitantes (densidade: 32,2 hab./km²).